# Aichi D1A
Die Aichi D1A (jap. 九四式艦上爆撃機, kyūyon-shiki kanjō bakugekiki, dt. etwa: „Typ-94-trägergestützter-Bomber“ alliierter Codename Susie) war ein trägergestützter japanischer Sturzkampfbomber im Zweiten Weltkrieg.

## Entwicklung
Die D1A wurde im Rahmen der deutsch-japanischen Kooperation mit Heinkel auf Basis der Heinkel He 50 bzw. deren Exportausführung He 66 entwickelt. Die D1A war ein Doppeldecker mit starrem Fahrwerk.  Der Erstflug erfolgte im Jahre 1934 (nach damaligem japanischen Kalender: Kōki 2594, daher die japanische Typbezeichnung).
Gebaut wurden zwei Varianten: die D1A1 mit Townend-Ring und unverkleideten Haupträdern, von der 162 Stück gebaut wurden, und die D1A2 von 1936/37 mit NACA-Haube, verkleideten Haupträdern und geänderten Windschutzscheiben, von der 428 Exemplare entstanden. Die Produktion wurde 1940 eingestellt. Die Maschinen wurden auf den Trägern Akagi, Kaga und Ryūjō stationiert. Sie kamen in ihrer ursprünglichen Bestimmung als Sturzkampfbomber hauptsächlich im Japanisch-Chinesischen Krieg zum Einsatz, veralteten aber rasch. Bereits beim Eintritt Japans in den Zweiten Weltkrieg war nur noch eine kleine Anzahl D1A1 vorhanden, die als Schulflugzeuge Verwendung fanden und etwa 70 verbliebene D1A2 wurden nur noch bei rückwärtigen Einheiten geflogen. Die letzte Maschine ging 1942 außer Dienst.

## Technische Daten

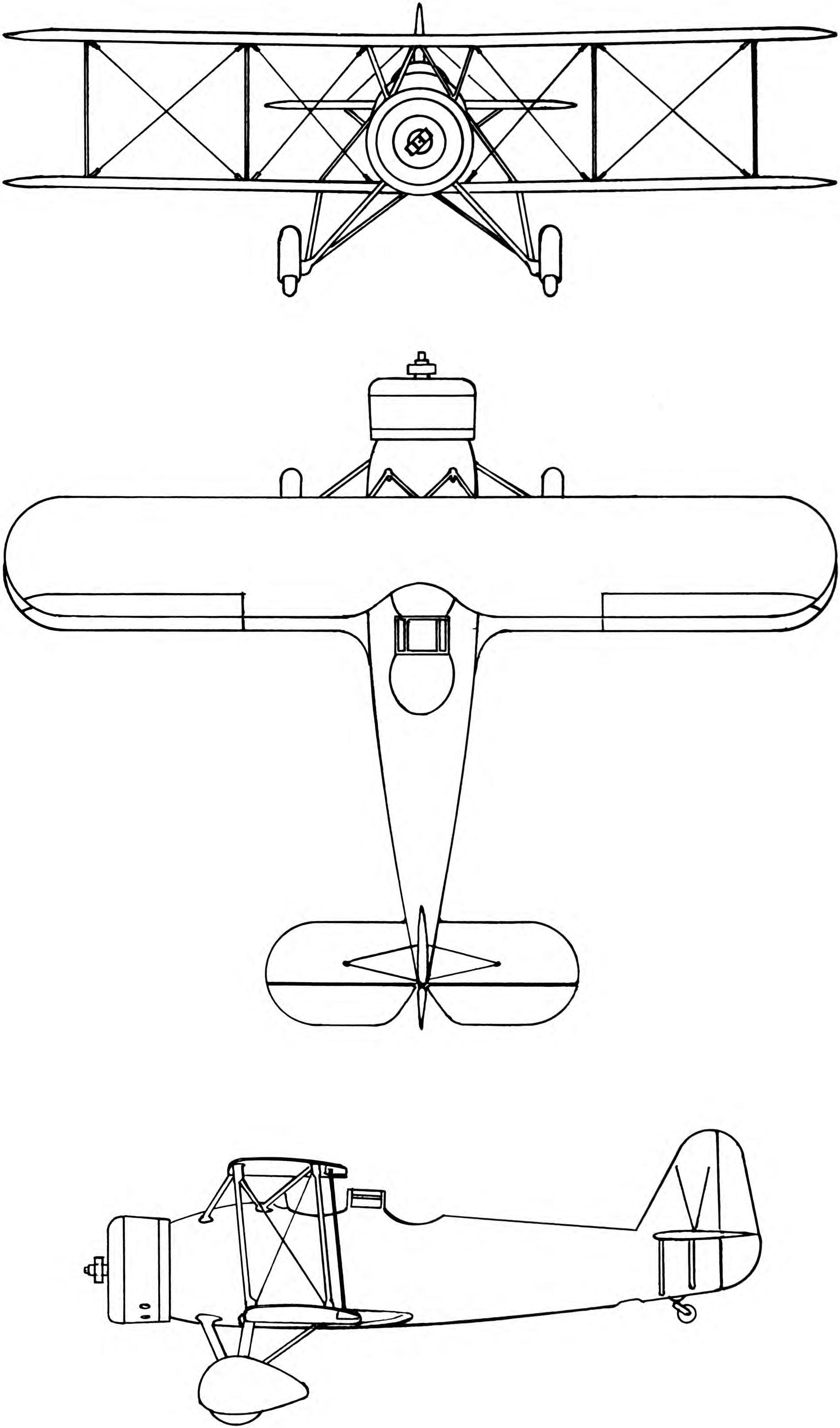
Dreiseitenansicht

| Kenngröße             | Aichi D1A1 | Aichi D1A2 |
| --------------------- | --- | --- |
| Besatzung             | 2 | 2 |
| Länge                 | 9,40 m | 9,30 m |
| Spannweite            | 11,37 m | 11,40 m |
| Höhe                  | 3,45 m | 3,41 m |
| Flügelfläche          | 34,1 m² | 34,7 m² |
| Leermasse             | 1400 kg | 1516 kg |
| max. Startmasse       | 2610 kg | 2610 kg |
| Höchstgeschwindigkeit | 310 km/h in 3200 m Höhe | 310 km/h in 3200 m Höhe |
| Marschgeschwindigkeit | | 220 km/h in 1000 m Höhe |
| Steigzeit             | | 7:50 min auf 3000 m Höhe |
| Dienstgipfelhöhe      | 7000 m | 7000 m |
| Reichweite            | 930 km | 930 km |
| Triebwerke            | ein Nakajima Kotobuki 2 Kai 1, 412 kW (560 PS) (restl. 44 Exemplare: ein Nakajima Kotobuki 3, 430 kW (585 PS))                                                                             | ein Nakajima Hikari 1, 544 kW (740 PS) |
| Bewaffnung            | zwei starre, nach vorn gerichtete 7,7-mm-MG Typ 92 und ein bewegliches 7,7-mm-MG Typ 92 für den Bordschützen eine 250-kg-Bombe unter dem Rumpf und zwei 30-kg-Bomben unter den Tragflächen | zwei starre, nach vorn gerichtete 7,7-mm-MG Typ 92 und ein bewegliches 7,7-mm-MG Typ 92 für den Bordschützen eine 250-kg-Bombe unter dem Rumpf und zwei 30-kg-Bomben unter den Tragflächen |